# Referèndum sobre les pensions de Letònia de 1999
El Referèndum sobre la Llei d'Assegurances de Letònia de 1934 va tenir lloc a Letònia el 24 i 25 de febrer de 1931.
Un projecte de llei que va modificar la llei de pensions de l'estat havia estat aprovada pel Saeima el 5 d'agost. Es proposava, entre altres esmenes, l'edat de jubilació, que en aquest moment era de 60 anys per als homes i 57,5 per a les dones, en una transacció gradual per a tots dos sexes a 62 anys a partir de l'any 2006.
Als votants se'ls va fer la següent pregunta : «són a favor o en contra de la derogació de les esmenes a la Llei de pensions de l'Estat de 08/05/1999?» Una gran majoria (94,6%) va votar a favor de la derogació de la llei, encara que la participació electoral va ser només el 25,1%.